# Tsutomu Ogura
Tsutomu Ogura (小倉 勉 Ogura Tsutomu?), född 18 juli 1966 i Osaka prefektur, är en japansk före detta fotbollsspelare och tränare.
Ogura har tränat J1 League-klubben, Omiya Ardija.